# Convair B-58 Hustler
Convair B-58 Hustler je bil štirimotorni reaktivni strateteški bombnik ameriškega podjetja Convair. Bil je prvi operativni bombnik na svetu, ki je lahko letel hitreje kot Mach 2. Zasnoval ga je konstruktor Robert H. Widmer. B-58 ima delta krilo, precej podobno kot na F-102 in ima t. i. brezrepno konfiguracijo - horizontalne repne površine so združene v glavno krilo. Za razliko od drugih strateških bombnikov, ki imajo notranje nosilce za orožje ima B-58 pod trupom veliko strukturo za bombe in gorivo. 

## Tehnične specfikacije (B-58A)
Podatki iz Quest for Performance
Splošne karakteristike
- Posadka: 3, lahko tudi več
- Dolžina: 96 ft 10 in (29,5 m)
- Razpon kril: 56 ft 9 in (17,3 m)
- Višina: 29 ft 11 in (8,9 m)
- Površina kril: 1542 ft² (143,3 m²)
- Aeroprofil: NACA 0003.46-64.069 koren, NACA 0004.08-63 konec
- Teža praznega letala: 55560 lb (25200 kg)
- Naložena teža: 67871 lb (30786 kg)
- Maks. vzletna teža: 176890 lb (80240 kg)
- Pogon letala: 4 × General Electric J79-GE-5A turboreaktivni motorji
- *Vitkost (krilo): 2,09

 Zmogljivost 
- Maks. hitrost: Mach 2,0< (1319mph) na 40000 ft (12000 m)
- Potovalna hitrost: 610 mph (530 vozlov, 985 km/h)
- Bojni radij: 1740 mi (1510 nmi, 3220 km)
- Največji doseg: 4100 nmi (4700 mi, 7600 km)
- Višina leta: 63400 ft (19300 m)
- Hitrost vzpenjanja: 17400 ft/min (88 m/s) pri gros teži
- Obremenitev kril: 44,0 lb/ft² (215 kg/m²)
- Razmerje potisk/teža: 0,919 lbf/lb
- Razmerje vzgon/upor: 11,3

Oborožitev

- Strelno orožje: 1× 20 mm (0.79 in) T171 avtomatski top[2]
- Bombe: 4× B43 ali B61 nuclear bomb jedrske bombe, največji bojni tovor 19450 lb (8820 kg)

Letalska elektronika

- AN/APB-2 Bombing radar[3]
- AN/APN-110 Doppler navigational radar[4][5]
- AN/APN-170 TFR radar[4]
- AN/APR-12 Radar warning receiver[6]
- Hughes Aircraft AN/APQ-69 )[7]
- Goodyear AN/APS-73